# Bénédicte Comblez
Bénédicte Comblez (18 de enero de 1973) es una deportista francesa que compitió en halterofilia. Ganó dos medallas en el Campeonato Europeo de Halterofilia, oro en 1995 y plata en 1994.

## Palmarés internacional
| Campeonato Europeo | Campeonato Europeo  | Campeonato Europeo | Campeonato Europeo |
| Año                | Lugar               | Medalla            | Categoría          |
| ------------------ | ------------------- | ------------------ | ------------------ |
| 1994               | Roma (Italia)       | Medalla de plata   | 59 kg              |
| 1995               | Beer Sheva (Israel) | Medalla de oro     | 64 kg              |